# 안성맞춤박물관
안성맞춤박물관은 경기도 안성시에 있는 박물관이다.

## 연혁
- 2002년 개관.

## 시설 현황
- 2층: 농업역사실, 향토사료실
- 1층: 안성맞춤 유기전시실

## 관람 안내
관람 시간
- 매일 09:00~18:00(관람료: 무료)

휴관일
- 매주 월요일(월요일이 휴일인 경우 그 다음날)
- 1월 1일, 설날, 추석